# Кошкарбаев, Шашубай
Шашубай Кошкарбаев (1865—1952) — казахский акын, поэт и композитор, исполнял свои песни под аккомпанемент гармони и домбры. Заслуженный деятель искусств Казахской ССР (1941).

## Биография
Родился в урочище Сарышаган в Северном Прибалхашье.
В 1926 году указан в переписи главой одного из аулов Котан-Балхашской волости Каркаралинского уезда.
Многие годы жил в ауле Жербулак (Жарбулак), в конце жизни переехал в город Балхаш. Происходит из подрода аксак-дадан рода тобыкты племени аргын.

Начал сочинять и исполнять песни ещё подростком, был учеником и другом акынов Биржан-сала, Акана-серэ и др. Подобно другим казахским салам и серэ («салы и серэ объединяли в себе все качества и способности акына, жыршы, композитора, артиста, декоратора, фокусника, искусного жонглера, клоуна-комика, спортсмена-борца, конферансье, охотника») много путешествовал, выступая в аулах на праздниках, при этом не только исполнял песни, но был также жонглёром и акробатом. 
«На Кояндинской и Каркаралинской ярмарках он показывал разные фокусы, стоя скакал на коне, играл на всем скаку на гармони. Рассказывают, будто Шашубай любил петь стоя на рысившем коне, а люди бегали за ним, чтобы послушать его пение».
 Участник айтысов с народными акынами Джамбулом (Тараз, 1909), Кошеном Елеуовым (Караганда, 1943), Болманом Кожабаевым (Жезказган, 1944).
Произведения Шашубая составили книги «Сойле, Шашеке!» (1942) (с этой фразы, означающей «говори, Шашубай!», акын начинал свои выступления), «Ак кайын» (1984), а также опубликованы в сборнике «Айтыс» (1966). На русский язык произведения акына, в том числе айтысы с его участием, переводил поэт Николай Титов. В советское время песню Шашубая «Ак кайын» («Белая берёза») исполнял Манарбек Ержанов.
Награжден орденом «Знак почета» и медалями, в том числе медалью «За доблестный труд в Великой Отечественной войне 1941-1945 гг.». Также награждён значком «Отличник социалистического соревнования цветной металлургии», почетной грамотой Верховного Совета Казахской ССР.
Скончался 4 мая 1952 года. Похоронен в урочище Бектауата, у могилы акына установлена мемориальная плита.

## Память
В 2006 году в честь Шашубая переименован посёлок Озёрный в Карагандинской обл., именем акына названы улица в Караганде, микрорайон и переулок в городе Балхаше. В Балхаше и Шашубае установлены памятники акыну. Художником Раймкулом Есиркеевым написан портрет Шашубая.